# مسفر (اسم)
مسفر هو اسم علم مذكر من أصل عربي، ومعناه هو الكاشف المضيء المعلن، من الفعل أسفر، كشف عن وجهه، وأسفر الصباح أضاء، مؤنثه مسفرة.

## شخصيات تحمل الاسم
- مسفر البيشي (لاعب كرة قدم سعودي، 19 يونيو 1989 – )
- مسفر القحطاني (لاعب كرة قدم سعودي، 21 أغسطس 1984 – )
- مسفر النجراني (لاعب كرة قدم سعودي، 13 مايو 1994 – )
- مسفر بن عبد الرحمن ال غاصب (1960 – )
- مسفر الحارثي - (1945 - 5 ديسمبر 1989) مهندس عسكري وشاعر سعودي.

## وصلات خارجية
- موسوعة السلطان قابوس لأسماء العرب